# Bund

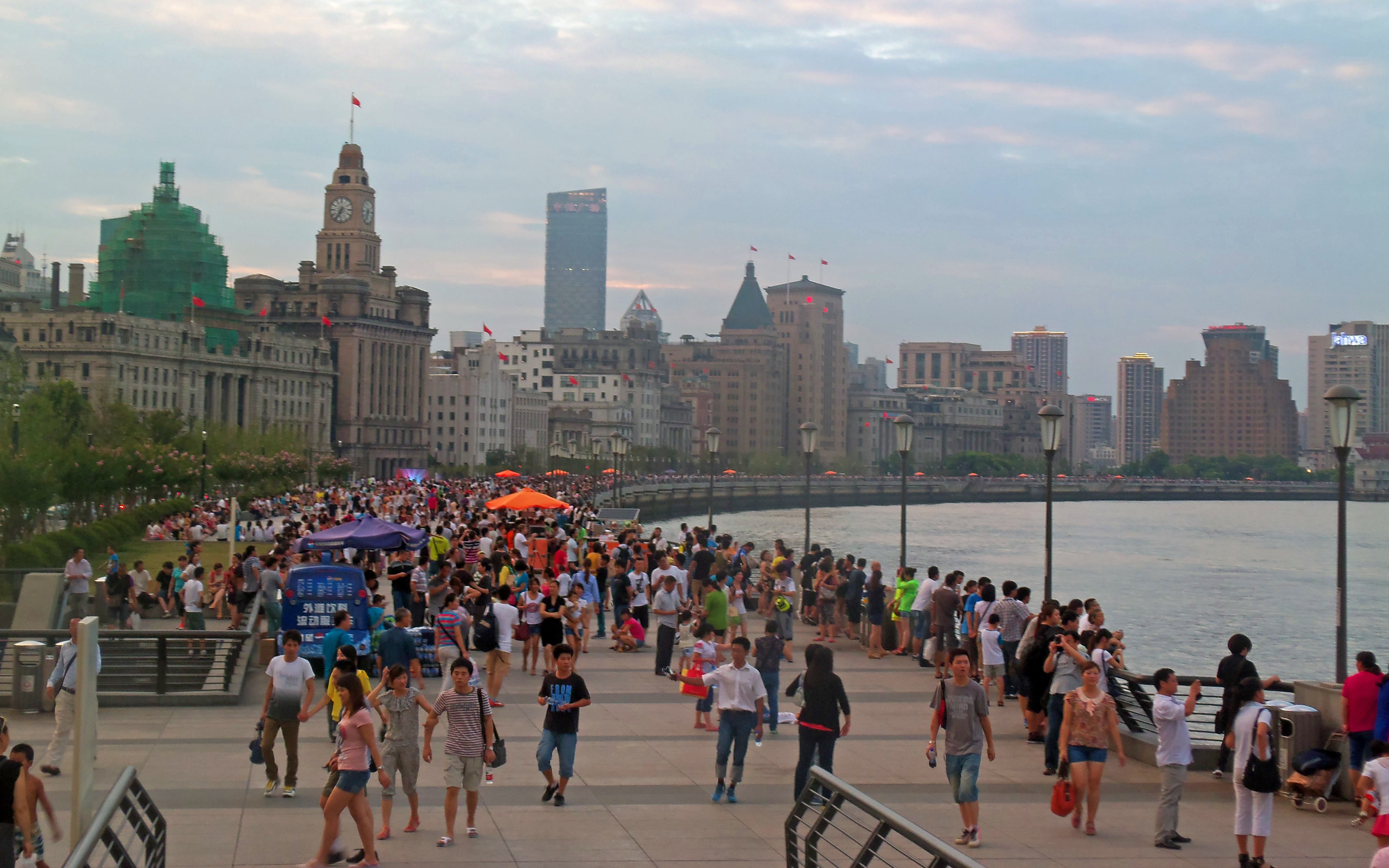
El Bund en una tarde de verano de 2013.

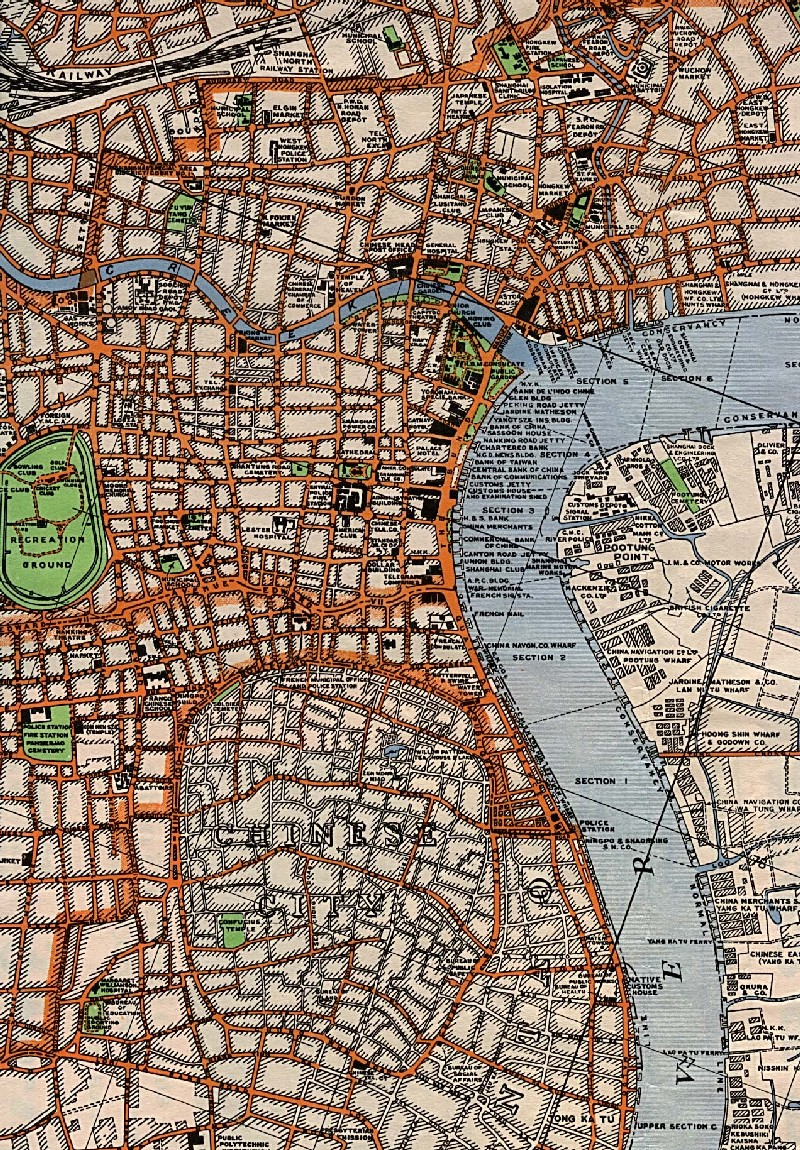
Mapa de 1933 del Bund.

El Bund o Waitan (en chino, 外滩; pinyin, Wàitān; shanghainés, nga3thae1; lit. «playa exterior») es una zona junto al río y un distrito histórico protegido situado en el centro de Shanghái (China). La zona gira en torno a una sección de la Zhongshan Road (East Zhongshan Road n.º 1) situada dentro de la antigua concesión internacional, que discurre a lo largo de la orilla oeste del río Huangpu en la zona este del distrito de Huangpu. Al otro lado del río se encuentran los modernos rascacielos de Lujiazui, en el distrito de Pudong. El Bund usualmente se refiere a los edificios y muelles situados en esta sección de la calle, así como en algunas zonas adyacentes. Desde la década de 1860 hasta la década de 1930 fue el rico y poderoso centro del asentamiento extranjero de Shanghái, que funcionaba como un puerto abierto protegido legalmente.

## Nombre

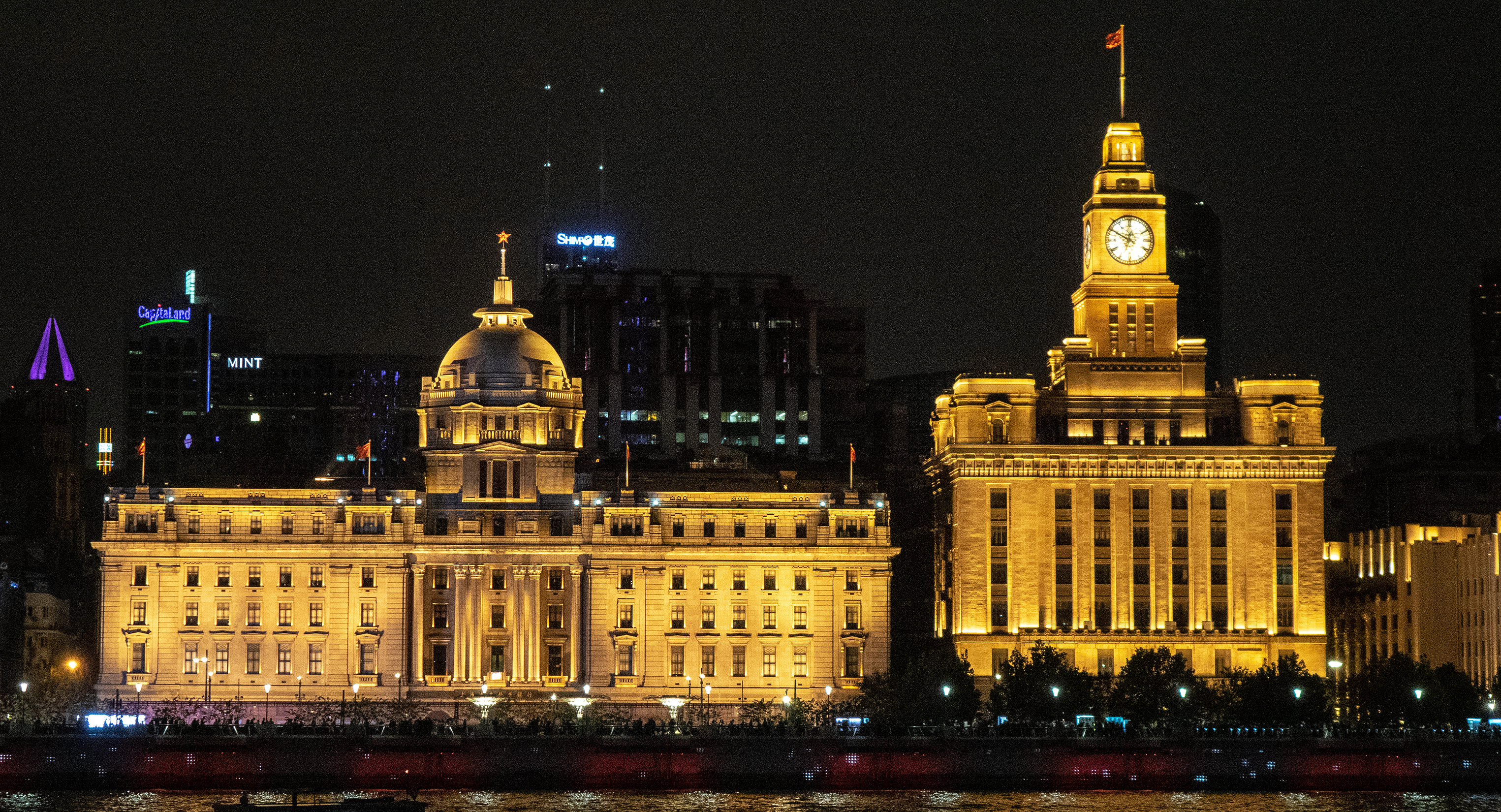
El Hong Kong and Shanghái Bank Building, construido en 1923, y la Customs House, construida en 1927.

La palabra bund —del persa band, a través del indostánico— significa «terraplén», «dique» o «presa». El Apollo Bunder de Bombay y nombres de ciudades como Bandar Abbás o Banda Aceh comparten la misma etimología. Los varios bunds de Asia Oriental pueden haber recibido su nombre de los bunds o diques situados a lo largo del Tigris en Bagdad, debido a la presencia de inmigrantes judíos bagdadíes como la prominente familia Sassoon, que estableció sus negocios en Shanghái y otras ciudades portuarias de Asia Oriental en el siglo xix y urbanizó intensamente sus puertos. En estas ciudades portuarias chinas, el término Bund pasó a significar, especialmente, el muelle a lo largo de la costa. Sin embargo, el Bund por antonomasia, sin referencia a su ubicación, se refiere usualmente a este tramo de orilla del río de Shanghái.
El nombre chino del Bund no está relacionado en significado: significa literalmente «orilla exterior», en referencia al río Huangpu, debido a que esta parte de la orilla del río estaba situada más lejos que la zona de la «orilla interior» adyacente a la antigua ciudad amurallada de Shanghái.

## Historia

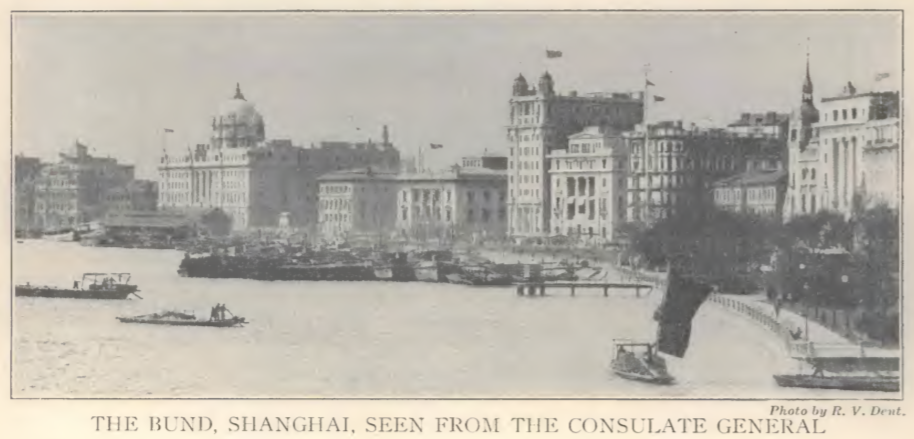
El Bund de Shanghái en 1926, visto desde el consulado general de los Estados Unidos en Huangpu Road.

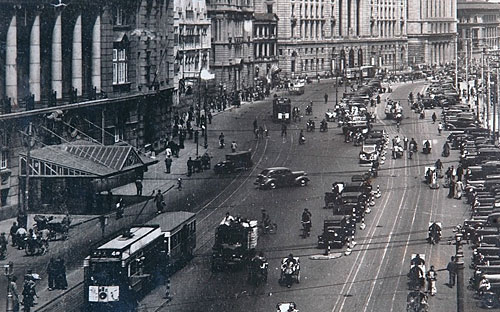
El Bund de Shanghái en la década de 1930.

El Bund de Shanghái tiene decenas de edificios históricos, situados a lo largo del río Huangpu, que antiguamente albergaban numerosos bancos y sociedades mercantiles del Reino Unido, Francia, los Estados Unidos, Italia, Rusia, Alemania, Japón, los Países Bajos y Bélgica, así como los consulados de Rusia y el Reino Unido, un periódico, el Shanghái Club y el Masonic Club. El Bund se encuentra al norte de la antigua ciudad amurallada de Shanghái. Inicialmente fue un asentamiento británico; posteriormente los asentamientos británico y estadounidense fueron combinados en la concesión internacional. A principios del siglo xx aparecieron magníficos edificios comerciales de estilo Beaux Arts, a medida que el Bund se transformaba en un importante centro financiero de Asia Oriental. Justo al sur, y al noreste de la antigua ciudad amurallada, el antiguo Bund francés (el Quai de France, parte de la concesión francesa) tenía un tamaño comparable al Bund pero funcionaba más como un muelle de trabajo.

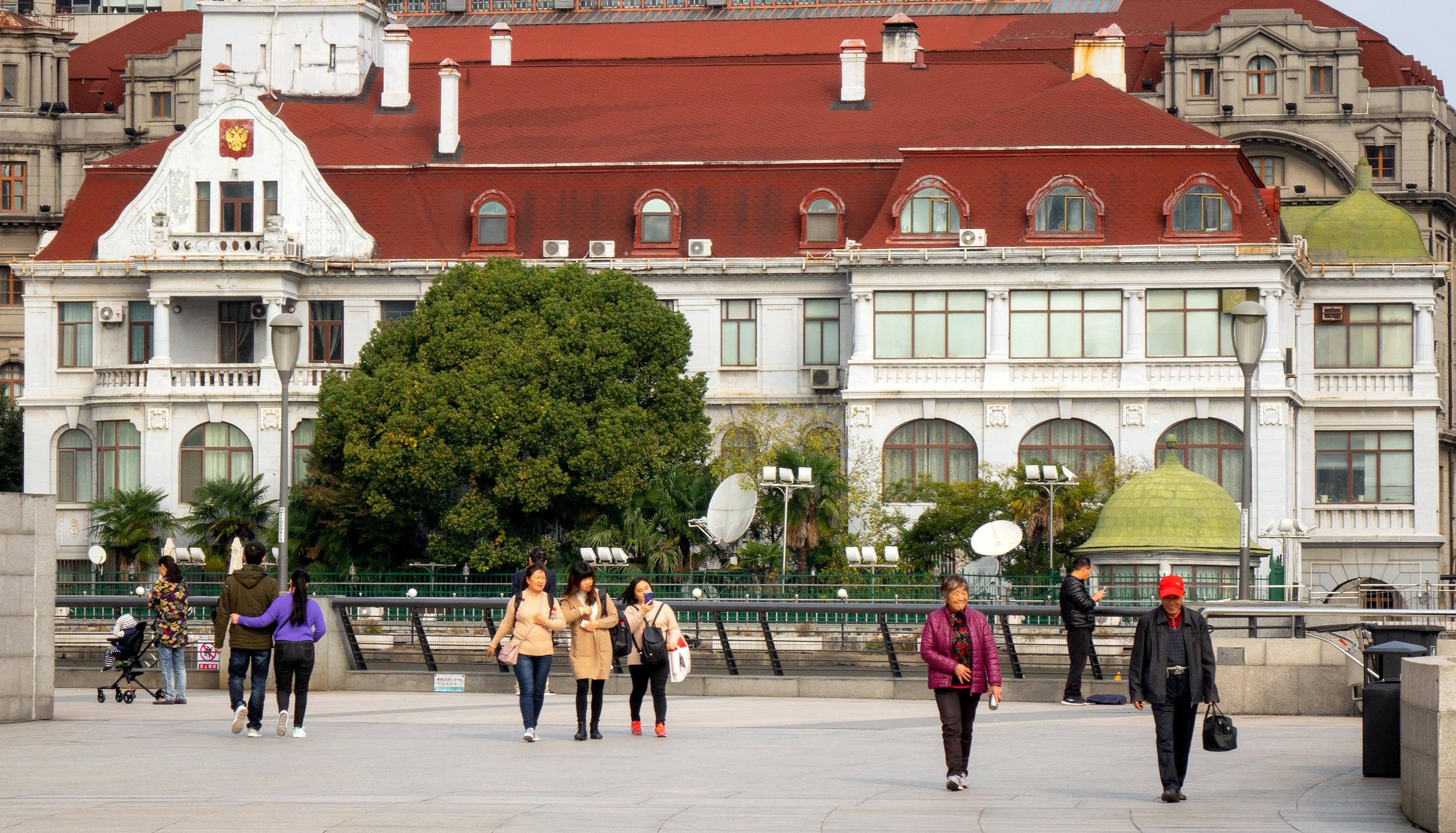
El consulado de Rusia en el Bund en el 20 de Huangpu Road.

En la década de 1940, el Bund albergaba la sede de numerosas, si no de la mayoría, de las instituciones financieras más importantes que operaban en China, incluidos los «cuatro grandes» bancos nacionales de la época de la República de China. Sin embargo, tras la victoria comunista en la guerra civil china, en la década de 1950 muchas instituciones financieras se marcharon gradualmente, y los hoteles y clubes cerraron o se convirtieron a otros usos. También se retiraron las estatuas de las figuras coloniales y los notables extranjeros que salpicaban la orilla del río.

### Tras la Revolución Cultural
A finales de la década de 1970 y principios de la década de 1980, con el deshielo de la política económica de la República Popular China, los edificios del Bund volvieron gradualmente a sus antiguos usos. Las instituciones públicas fueron sustituidas por entidades financieras, mientras que los hoteles reanudaron sus actividades comerciales. También durante esta época, una serie de inundaciones causadas por tifones impulsaron al gobierno municipal a construir un alto dique a lo largo del río, lo que hace que en la actualidad el terraplén se encuentre a unos diez metros por encima del nivel de la calle. En la década de 1990, Zhongshan Road (dedicada a Sun Yat-sen), la calle en torno a la que gira el Bund, se amplió a diez carriles. Como resultado, desapareció la mayor parte del parque que había a lo largo de la calle. También en esta época se retiraron los muelles del ferry que conectaba el Bund con Pudong, que servían al propósito original de la zona, aunque siguen funcionando varios cruceros turísticos desde algunos muelles cercanos.
En la década de 1990, el ayuntamiento de Shanghái intentó promocionar un concepto más amplio del Bund para impulsar el turismo y el valor del suelo en las zonas cercanas, así como para reconciliar la promoción de «reliquias coloniales» con la ideología socialista. En su forma ampliada, el término Bund (como New Bund o Northern Bund) se usó para referirse a zonas al sur de la Yan'an Road y un tramo de orilla del río al norte del río Wusong (Zhabei). Este uso del término, sin embargo, sigue siendo poco habitual fuera de la literatura turística.

### Renovación en elsigloXXI

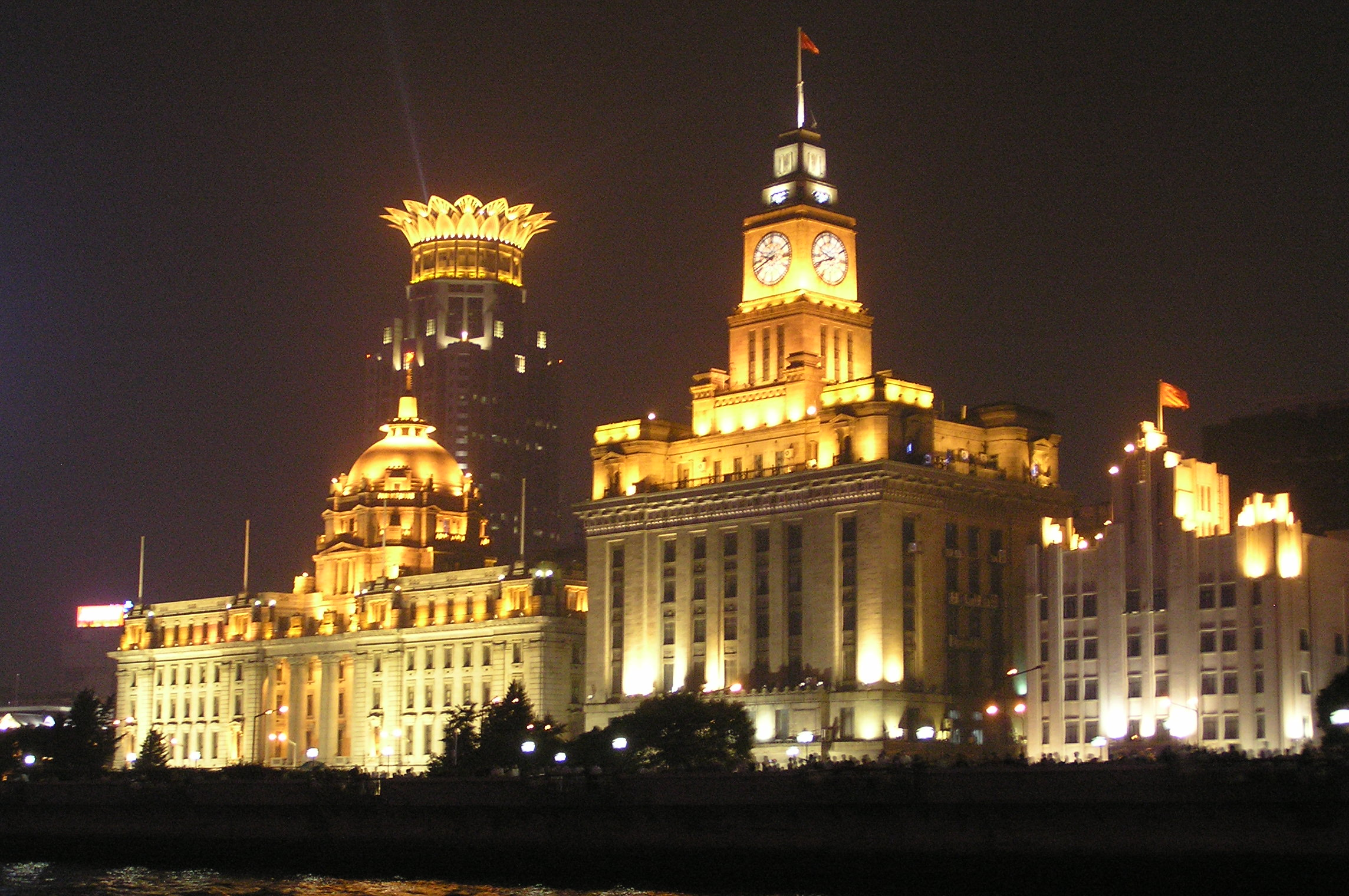
El Hong Kong and Shanghái Banking Corporation (HSBC) Building (izquierda), la Customs House (centro) y el antiguo Bank of Communications (derecha) en primer plano; el Bund Financial Center al fondo.

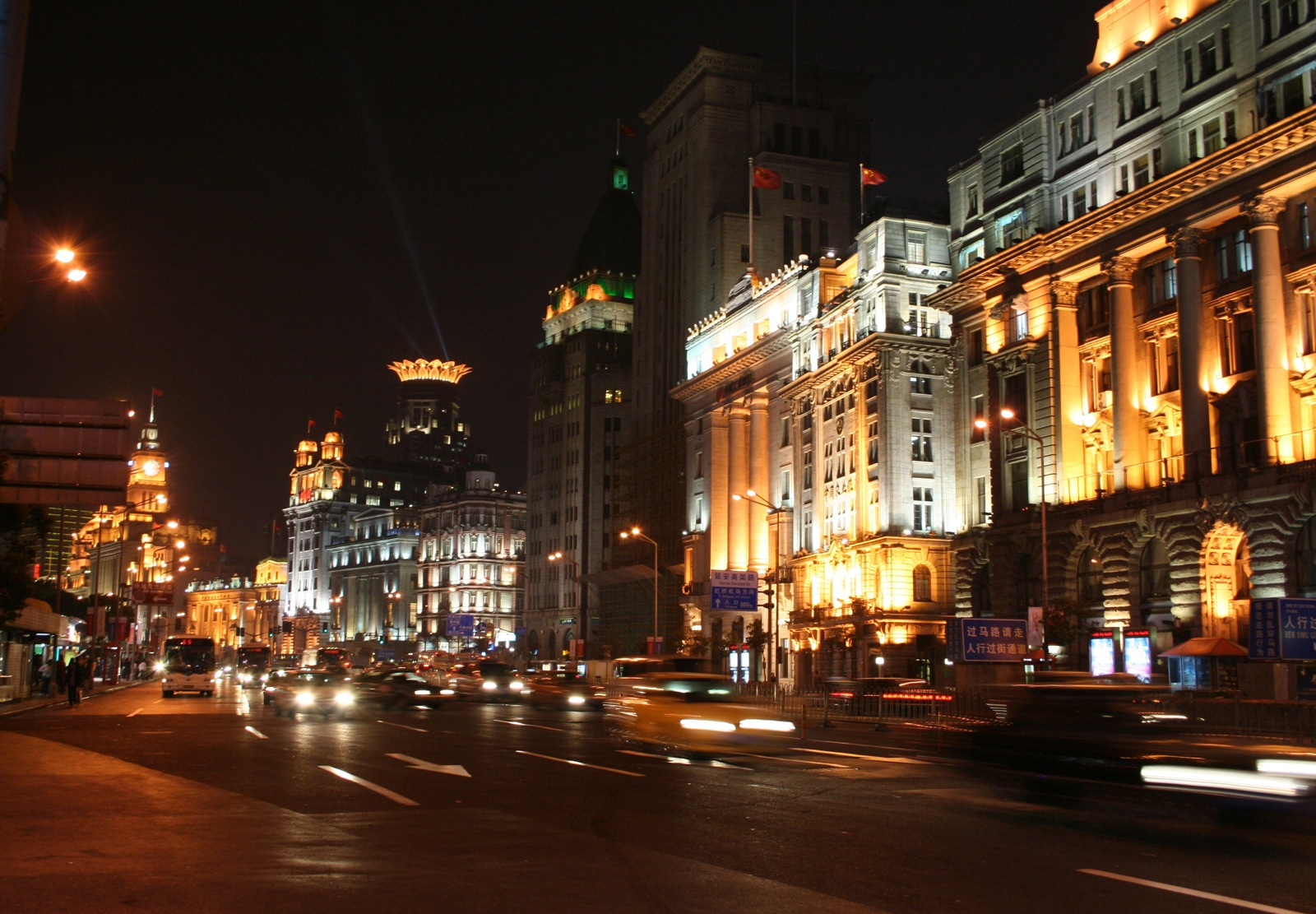
El Bund por la noche desde el nivel de la calle.

A partir de 2008 se llevó a cabo una importante reconfiguración del flujo del tráfico a lo largo del Bund. La primera fase del plan afectó al extremo sur del Bund, y supuso la demolición de una sección de la autopista elevada de Yan'an Road, incluida la gran estructura de salida de la autopista que antiguamente dominaba la confluencia de Yan'an Road y el Bund. La segunda fase implicó la restauración durante un año del Puente Waibaidu, de un siglo de antigüedad, en el extremo norte del Bund. En la tercera fase, la antigua calzada de diez carriles del Bund se reconstruyó en dos niveles, con seis carriles en un nuevo túnel. El espacio de calzada liberado se usó para ampliar el paseo ajardinado a lo largo del río. El nuevo puente de hormigón que se había construido en 1991 para aliviar el tráfico del Puente Waibaidu fue hecho redundante por la nueva calzada a dos niveles, y por tanto fue demolido. El Bund reabrió al público tras su restauración el domingo 28 de marzo de 2010 para la Exposición Universal de Shanghái de 2010.

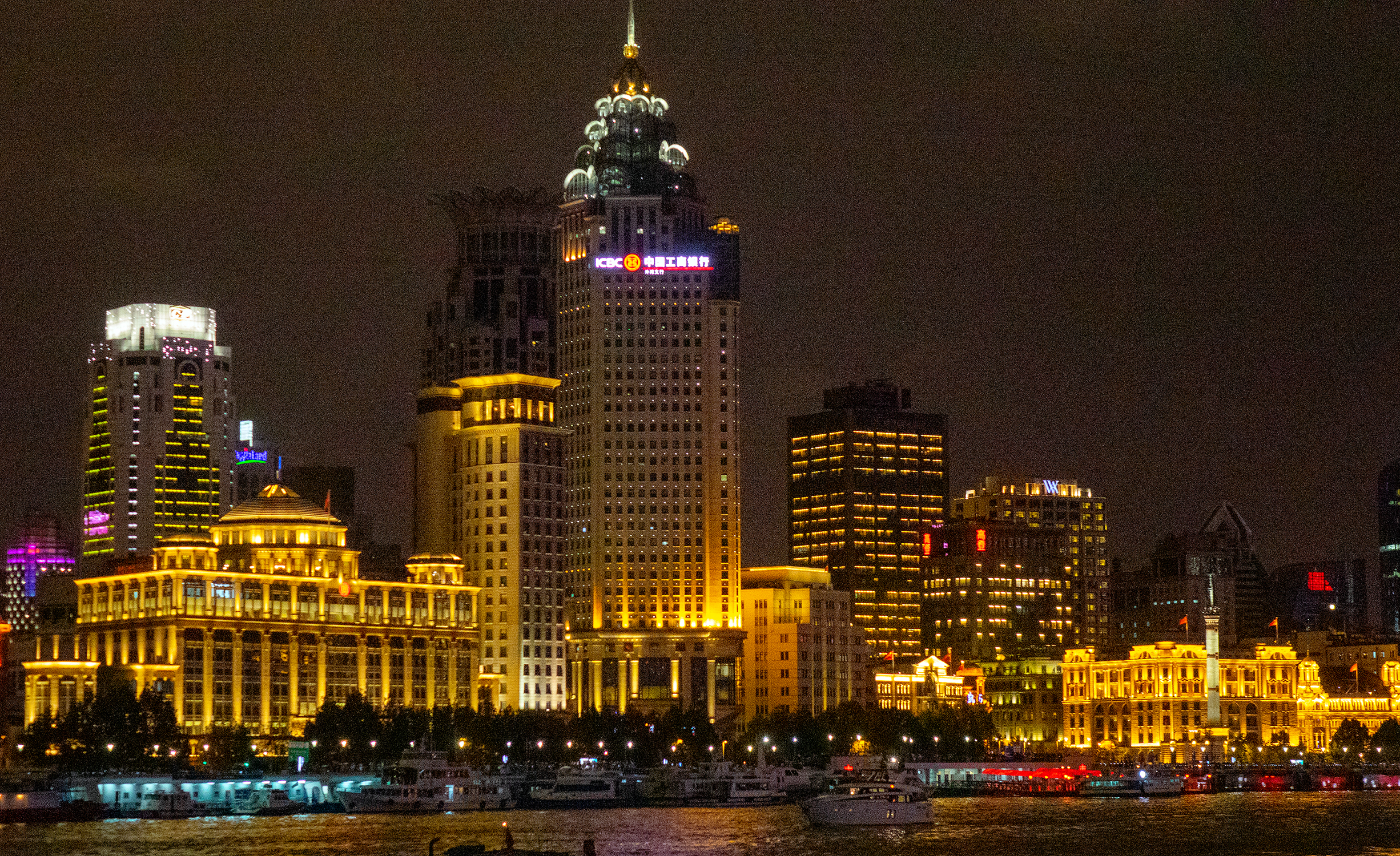
El ICBC Building y otros edificios del Bund en 2018.

El 31 de diciembre de 2014 se produjo una estampida a las 11:36 p. m. junto al río. Al menos treinta y seis personas fallecieron y cuarenta y siete resultaron heridas en el incidente. El incidente principal tuvo lugar cerca de la Chen Yi Square, donde una gran multitud, estimada en torno a trescientas mil personas, se había reunido para la celebración del año nuevo.

## Descripción

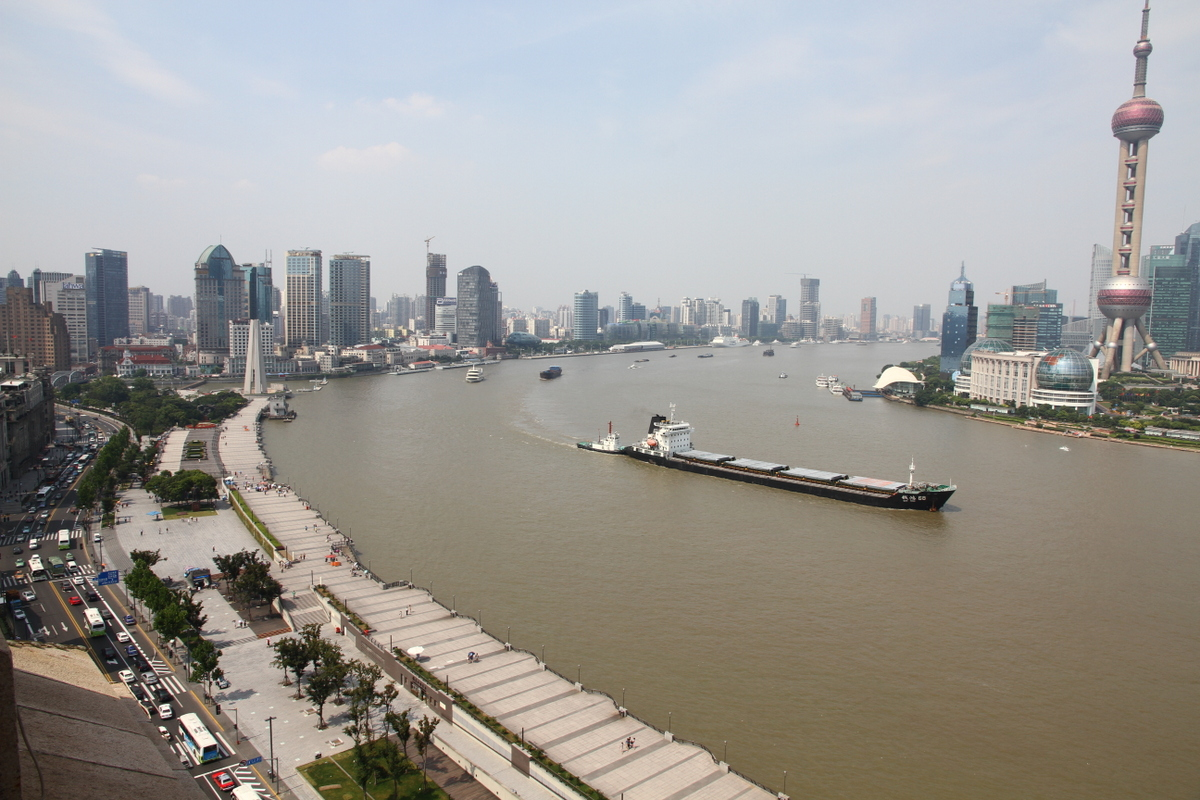
La sección norte del Bund vista desde la torre campanario de la Customs House.

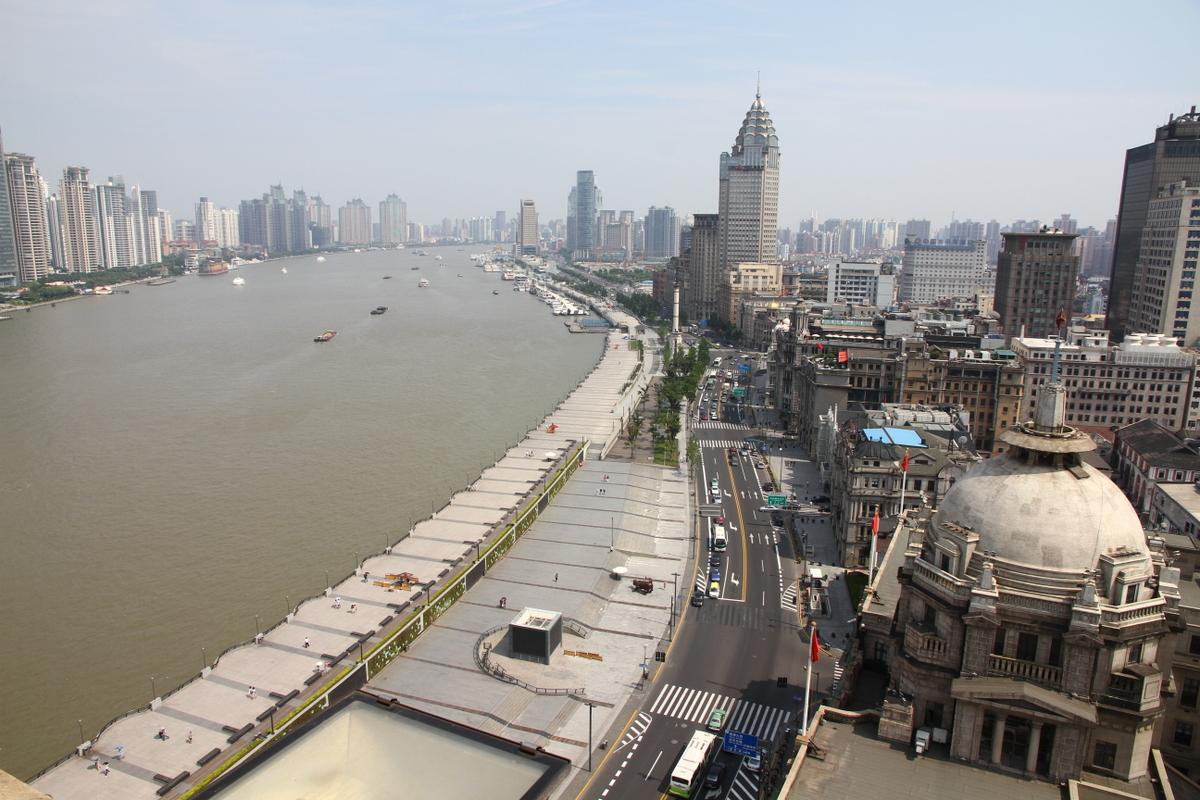
La sección sur del Bund vista desde la torre campanario de la Customs House.

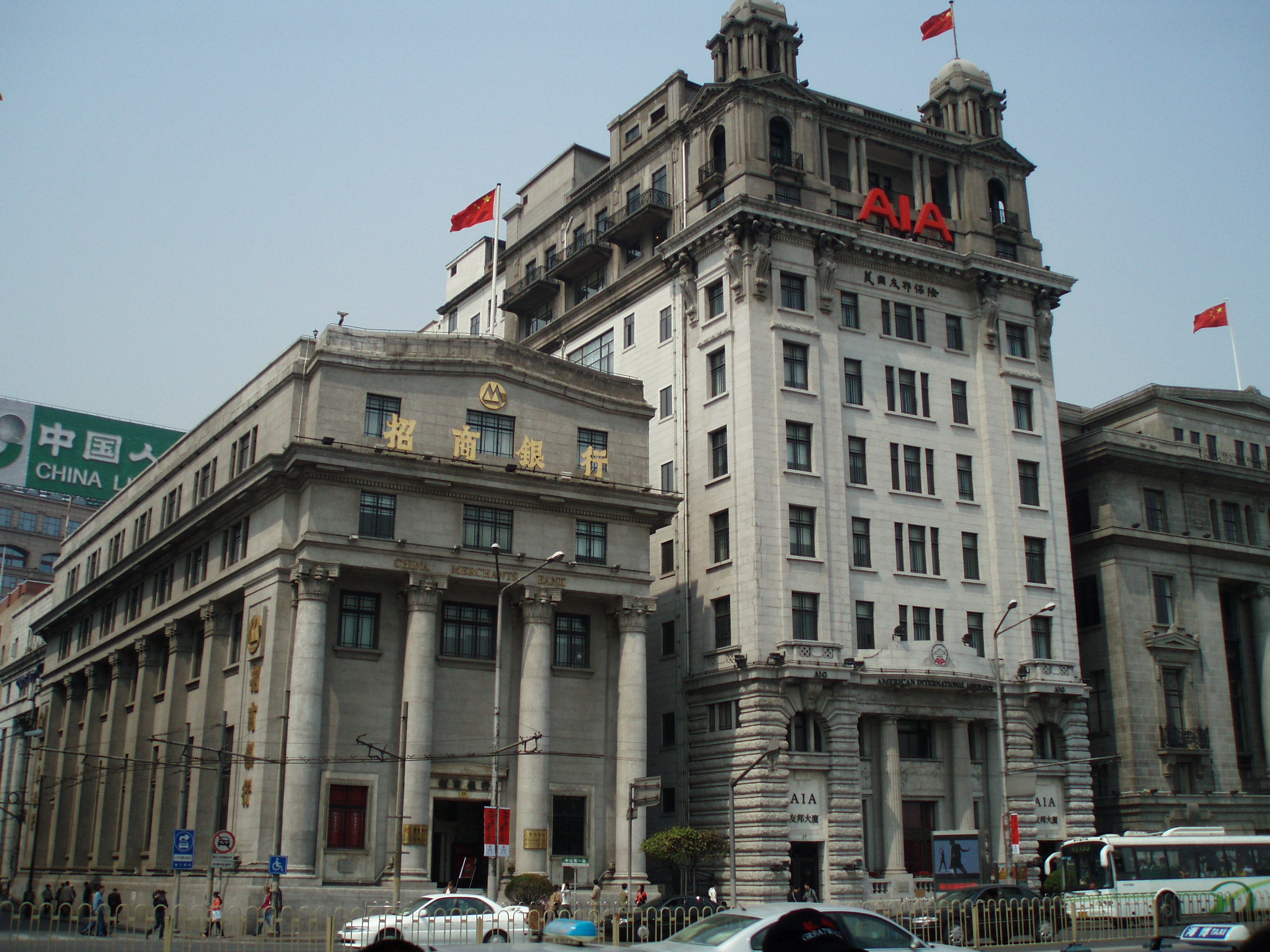
El China Merchant Bank.

El Bund se extiende unos 1.6 km a lo largo de la orilla de río Huangpu. Tradicionalmente, el Bund empieza en la Yan'an Road (antigua Avenue Edward VII) al sur y termina en el Puente Waibaidu (antiguo Garden Bridge) al norte, que cruza el río Wusong. El Bund gira en torno a un tramo de la Zhongshan Road, dedicada a Sun Yat-sen. Al oeste de este tramo hay unos cincuenta y dos edificios de varios estilos occidentales clásicos y modernos que constituyen la principal atracción del Bund. Al este de la calle había antiguamente un tramo de parque que culminaba en el Parque Huangpu, pero en la actualidad su superficie se ha reducido considerablemente debido a la ampliación de la Zhongshan Road. Más al este hay un alto dique, construido en la década de 1990 para prevenir inundaciones.
Cerca de la intersección con la Nanjing Road se encuentra la que actualmente es la única estatua de bronce del Bund, una estatua de Chen Yi, el primer alcalde comunista de Shanghái. En el extremo norte del Bund, junto al río, está el Parque Huangpu, en el que se encuentra el Monumento a los Héroes del Pueblo, una torre abstracta de hormigón que recuerda a aquellos que perdieron sus vidas en el esfuerzo revolucionario de Shanghái, que se remonta a la primera guerra del Opio.

## Arquitectura y edificios

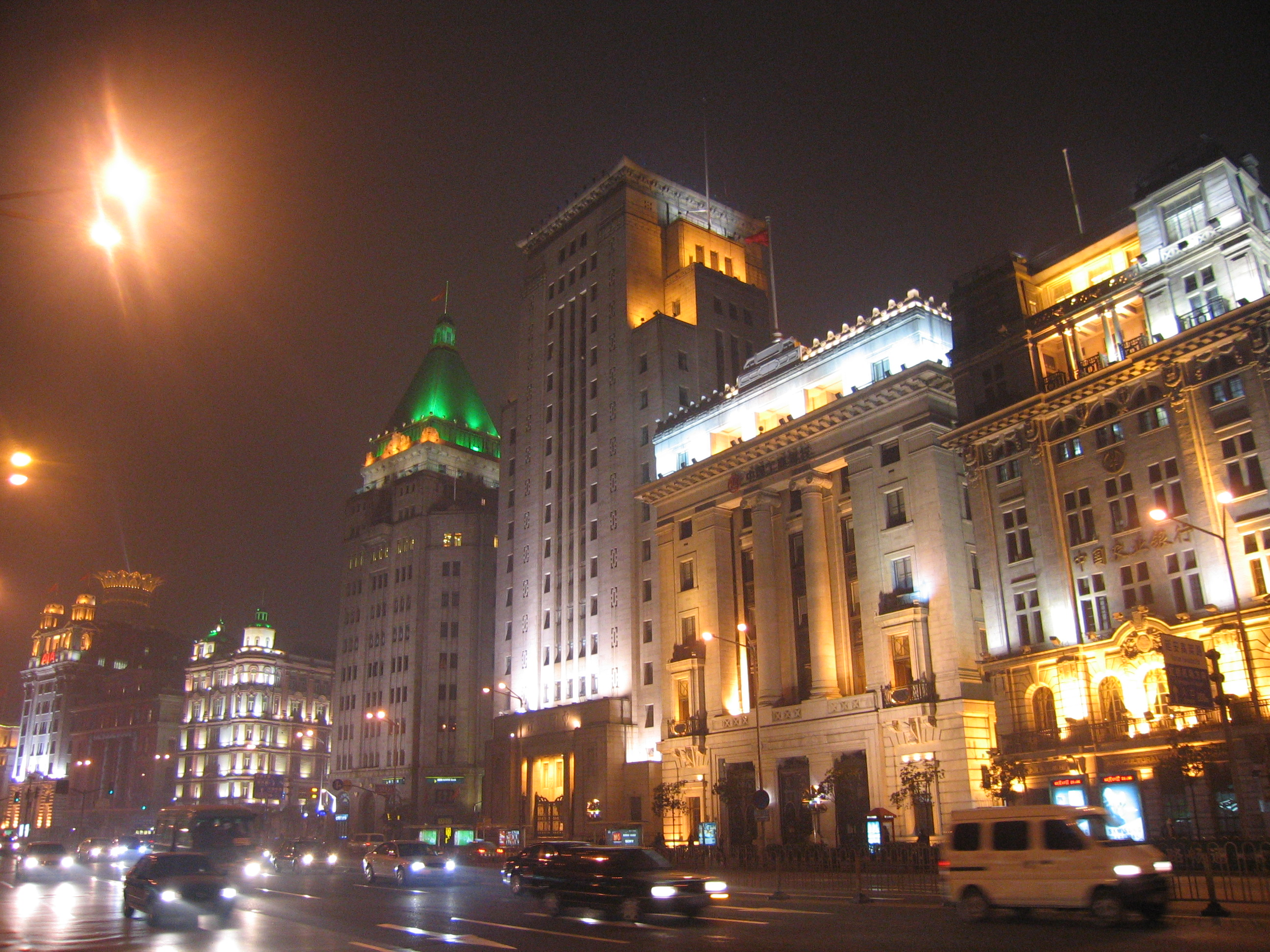
El Peace Hotel (con la cúpula verde), antiguamente conocido como Sassoon House, uno de los edificios más conocidos del Bund.

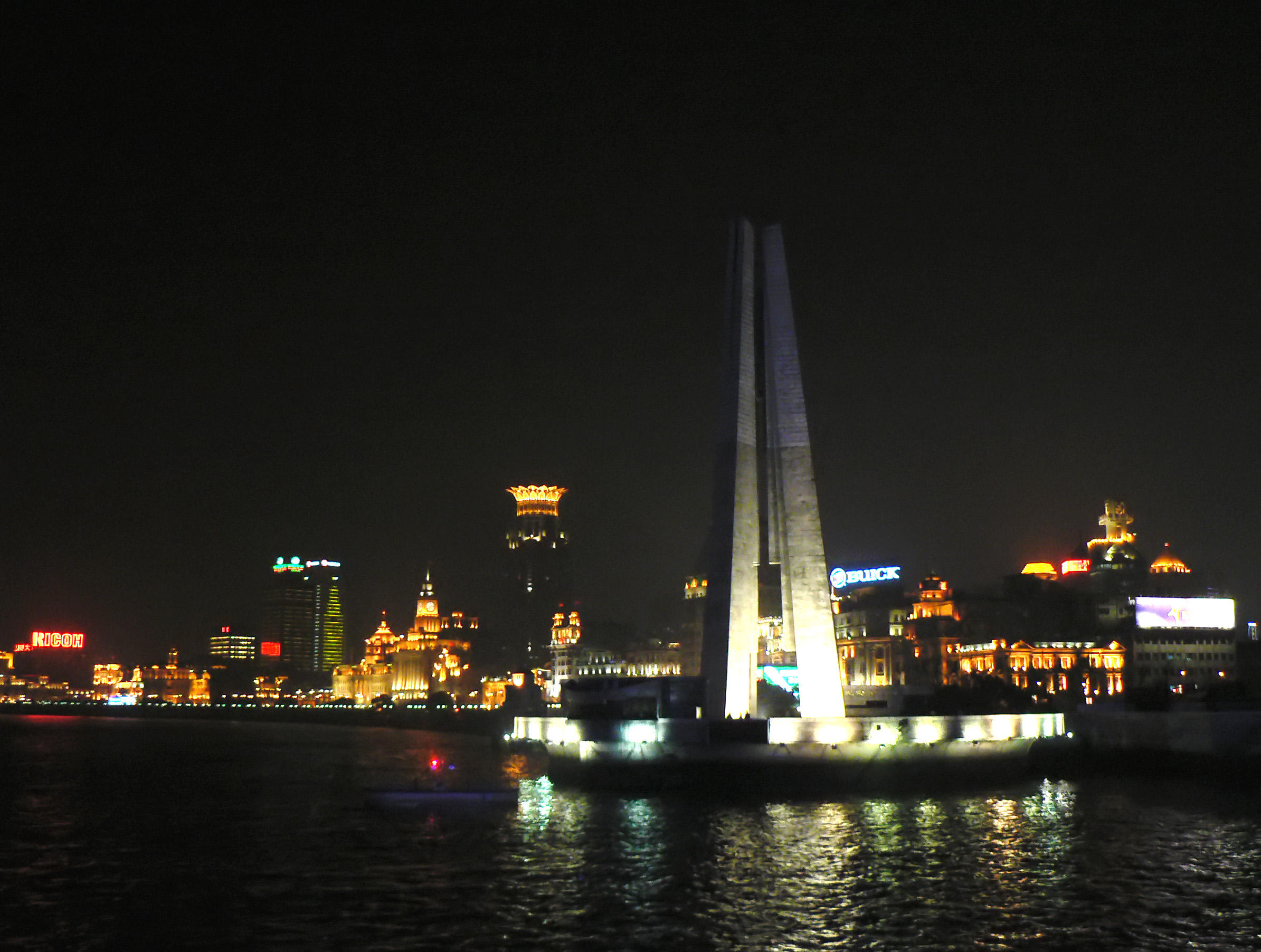
El Bund y el Monumento a los Héroes del Pueblo.

El Bund alberga cincuenta y dos edificios de diferentes estilos arquitectónicos, generalmente eclécticos, pero algunos edificios muestran principalmente elementos neorrománicos, neogóticos, neorrenacentistas, neobarrocos, neoclásicos o Beaux Arts, y otros son de estilo art déco. Empezando por el sur, los edificios más destacados son:
- American Club (209 Fuzhou Road). El general Claire Chennault, entonces director ejecutivo de China Post, usó las instalaciones hasta 1948. Construido por László Hudec de Curry & Co. entre 1923 y 1925 en estilo georgiano estadounidense como un club de caballeros, era un club popular entre los expatriados de la ciudad. Es un edificio de seis plantas más sótano, con unos 1000 m² por planta, diseñado con el sistema estructural de acero y hormigón predominante en la zona del Bund de Shanghái, que contiene bares, una sala de billar y cincuenta dormitorios, además de un jardín en la azotea.
- Asia Building (The Bund, n.º 1), originalmente McBain Building, albergaba las oficinas en Shanghái de Royal Dutch Shell y la Asiatic Petroleum Company.
- Shanghái Club (The Bund, n.º 2), era el club social más importante para los ciudadanos británicos de Shanghái. Desde 2010 es el Waldorf-Astoria Shanghái Hotel.
- Union Building (The Bund, n.º 3), originalmente albergaba varias empresas de seguros y actualmente es un centro comercial.
- The Mercantile Bank of India, London, and China building (The Bund, n.º 4), albergaba al Mercantile Bank of India, London and China, y fue construido entre 1916 y 1918.
- Nissin Building (The Bund, n.º 5), albergaba la sede de una empresa de transporte marítimo japonesa.
- China Merchants Bank Building (The Bund, n.º 6), albergaba la sede del primer banco de propiedad china en China, y actualmente es la tienda insignia de Shiatzy Chen en Shanghái, que abrió sus puertas en octubre de 2005.
- Great Northern Telegraph Building (The Bund, n.º 7), albergaba la Great Northern Telegraph Company. En él se encontraba la primera central telefónica de Shanghái, inaugurada en 1882.
- Russel & Co. Building (The Bund, n.º 9), albergaba la China Shipping Merchant Company, y actualmente alberga la tienda insignia de Dolce & Gabbana en Shanghái.
- The HSBC Building (The Bund, n.º 12), actualmente usado por el Shanghái Pudong Development Bank, fue antiguamente la sede en Shanghái de la Hongkong and Shanghái Banking Corporation, que no consiguió alcanzar un acuerdo con el Ayuntamiento de Shanghái para comprar el edificio de nuevo en la década de 1990, cuando el ayuntamiento se marchó del edificio que habían usado desde la década de 1950. El edificio actual fue completado en 1923. En la época, fue calificado como «el edificio más lujoso entre el canal de Suez y el estrecho de Bering». Sus famosos mosaicos en el techo han sido restaurados completamente, y se pueden ver en el vestíbulo de entrada.
- The Customs House (The Bund, n.º 13), fue construida en 1927 en la parcela de una casa de aduanas anterior de estilo chino tradicional. El reloj y la campana fueron fabricados en Inglaterra imitando al Big Ben.
- China Bank of Communications Building (The Bund, n.º 14), fue el último edificio construido en el Bund antes de la fundación de la República Popular China. Actualmente alberga la sede del Consejo de Sindicatos de Shanghái.
- Russo-Chinese Bank Building (The Bund, n.º 15), actualmente es la Bolsa de Oro de Shanghái.[6]
- Bank of Taiwan Building (The Bund, n.º 16), actualmente alberga la sede del China Merchants Bank.

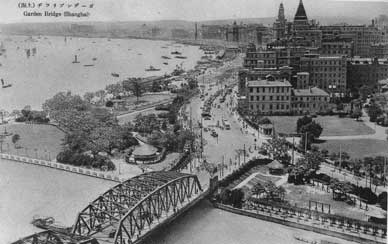
Vista hacia el Bund desde las Broadway Mansions a principios del siglo xx.

- North China Daily News Building (The Bund, n.º 17), que albergó la sede del periódico en lengua inglesa más influyente de Shanghái en la época. Actualmente contiene las oficinas de AIA Insurance.
- Chartered Bank Building (The Bund, n.º 18), albergó la sede en Shanghái del que se convertiría en el Standard Chartered Bank. Actualmente el edificio alberga tiendas de diseñadores y un espacio de exposiciones creativas. Entre 1962 y 1998 fue sede de Chipolbrok, una empresa de transporte marítimo sino-polaca.
- Palace Hotel (The Bund, n.º 19), que actualmente forma parte del Peace Hotel.
- Sassoon House (The Bund, n.º 20), con el adjunto Cathay Hotel, fue construido por Sir Victor Sassoon. Fue, y es todavía, famosa por la banda de jazz de su cafetería. La planta más alta albergaba originalmente el apartamento privado de Sassoon. Actualmente forma parte del Peace Hotel.
- Bank of China Building (The Bund, n.º 23), albergaba la sede del Bank of China.
- Yokohama Specie Bank Building (The Bund, n.º 24), albergaba el banco japonés Yokohama Specie Bank.
- Yangtze Insurance Building (The Bund, n.º 26), actualmente alberga una sucursal del Agricultural Bank of China.
- Jardine Matheson Building (The Bund, n.º 27), albergaba la entonces poderosa empresa Jardine Matheson. Actualmente alberga una tienda de Rolex en la planta baja, oficinas y el bar y restaurante House of Roosevelt.
- Glen Line Building (2 Beijing Road), actualmente alberga la Shanghái Broadcasting Board.
- Banque de l'Indochine Building (The Bund, n.º 29), albergaba al banco francés Banque de l'Indochine.
- Consulado General del Reino Unido (The Bund, n.º 33), albergaba el consulado general del Reino Unido. El edificio ha sido renovado y en 2010 reabrió como n.º 1 Waitanyuan, un comedor privado para el gobierno. Parte de la parcela también se ha usado para construir el Peninsula Hotel Shanghái, que fue inaugurado en 2010.
- Gutzlaff Signal Tower, también conocida como la Bund Weather Tower, originalmente proporcionaba información meteorológica a los barcos del río Huangpu. La estructura actual data de 1907.
- West Bund Art & Design, alberga una feria internacional anual de arte contemporáneo durante el mes de noviembre.

## Transporte

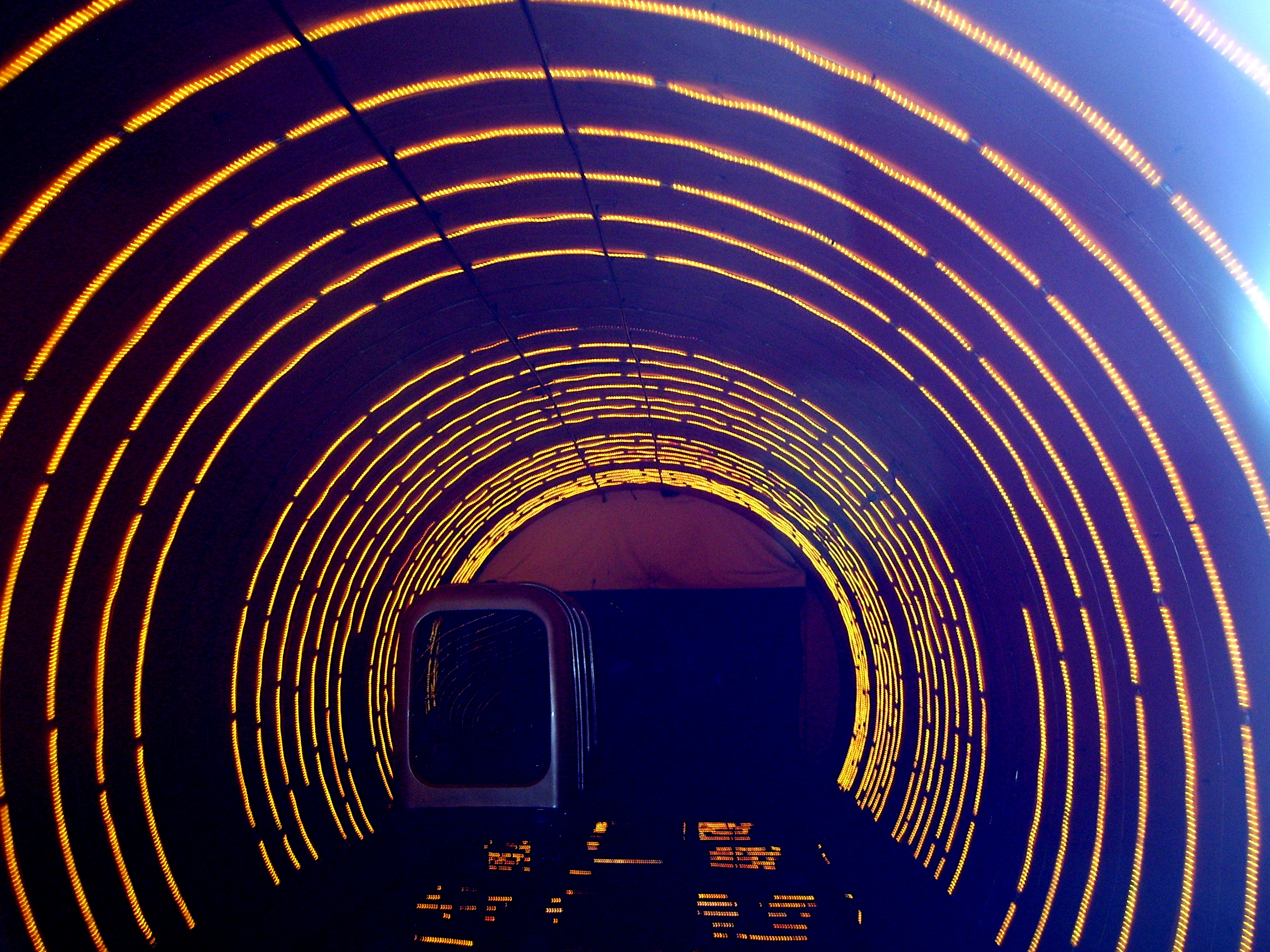
Efectos luminosos en el túnel peatonal.

Aunque la línea 2 del Metro de Shanghái cruza el Bund, no hay planes para construir una estación en el Bund. La estación más cercana es East Nanjing Road, a unos cinco minutos caminando por Nanjing Road. East-1 Zhongshan Road es una importante ruta de autobús.
Previamente había frecuentes servicios de ferry operados por Shanghái Ferry desde los muelles situados en el Bund y cerca del Bund. El servicio actualmente operativo más popular parte del muelle de Jinling Road, cerca del extremo sur del Bund, y llega al muelle de Dongchang Road, en el extremo sur de Lujiazui, al otro lado del río. Varias empresas ofrecen paseos en barco por el río Huangpu que parten del muelle; todos los edificios principales del Bund y de Pudong se iluminan cada noche.

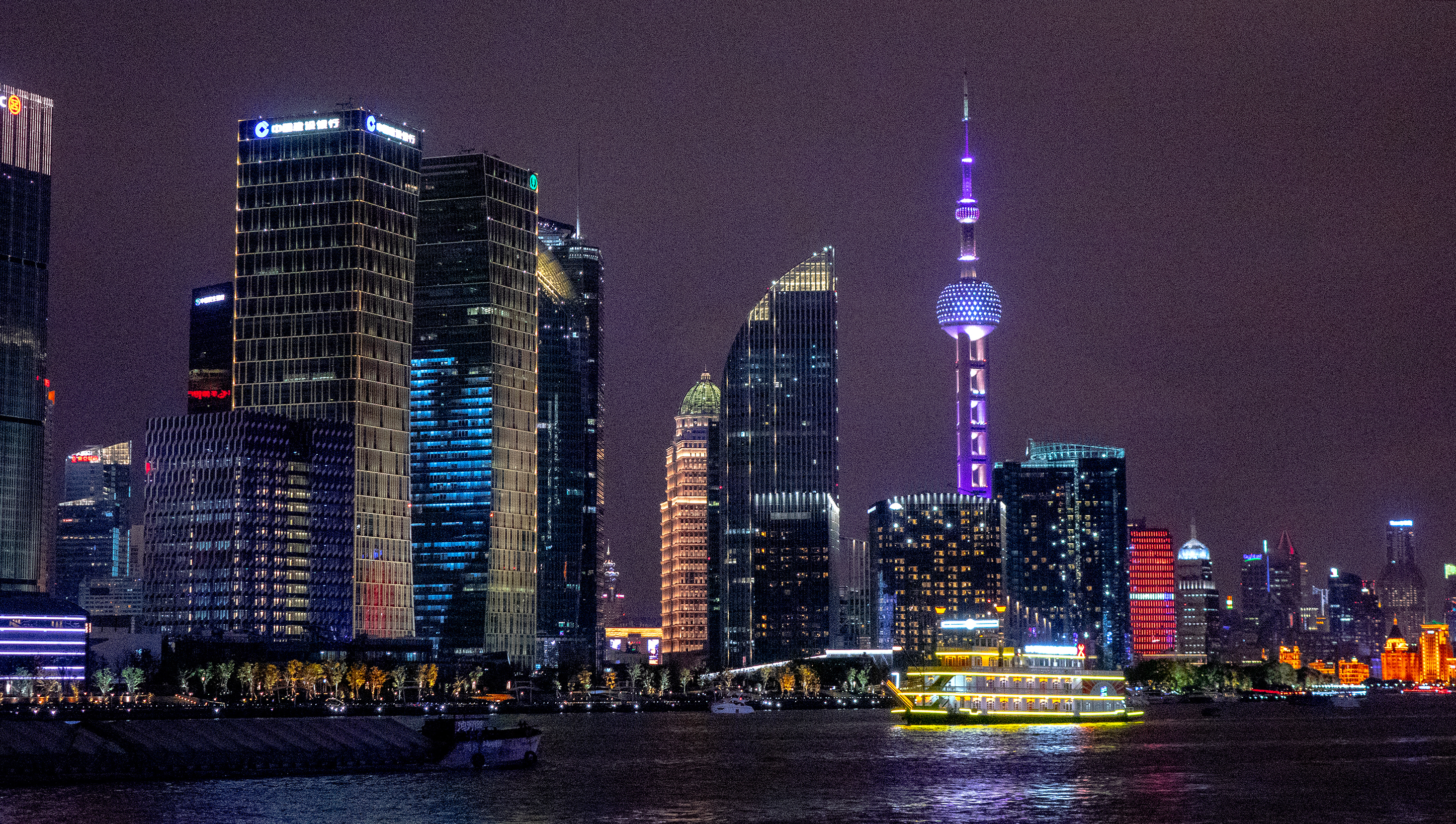
Uno de los muchos barcos de crucero que surcan el río, ofreciendo vistas del Bund y Pudong.

Un túnel peatonal cruza el río Huangpu desde el Bund. Los peatones se suben a SK que recorren lentamente el túnel, en cuyas paredes se proyectan efectos luminosos. Estos efectos son promocionados como una atracción turística.

## En la cultura popular
Hay numerosos estudios en chino y en inglés y muchas representaciones populares del Bund.
El Bund apareció en la novela de 1984 El imperio del sol del escritor británico J. G. Ballard, basada en sus experiencias cuando era un niño durante la invasión y ocupación japonesa. El libro fue adaptado al cine por Steven Spielberg.
Las primeras páginas de la novela de 1999 Criptonomicón de Neal Stephenson están ambientadas en el Bund en noviembre de 1941, mientras el orden civil se derrumba bajo la amenaza de la invasión japonesa.
El Bund es uno de los escenarios de la serie de televisión de Hong Kong The Bund (1980) y de la película Shanghai Grand (1996). La trama de ambas, ambientadas antes de la Segunda Guerra Mundial, implica gangsters compitiendo por el control del Bund.
The Bund es una canción compuesta por el grupo de música electrónica The Shanghái Restoration Project, publicada en el primer álbum del grupo e inspirada en las bandas de jazz de Shanghái de la década de 1930. Una versión instrumental de la canción titulada The Bund (Instrumental) fue publicada en 2008 en el álbum Day - Night (Instrumentals) del grupo.
El Bund apareció en el estreno de The Amazing Race 21, en la final de The Amazing Race: China Rush 1 y en el estreno de The Amazing Race: China Rush 3.
El Bund es una de las etapas jugables de The King of Fighters XIV.